# Eliminatórias para o Campeonato Africano das Nações de 2025 – Grupo E
O Grupo E das Eliminatórias para o Campeonato Africano das Nações de 2025 foi um dos doze grupos que definiram as equipes que se classificaram para o Campeonato Africano das Nações de 2025. Participaram quatro seleções: Argélia, Guiné Equatorial, Libéria e Togo.

## Classificação
| Pos | Equipe           | Pts | J | V | E | D | GP | GC | SG  | Classificado                           |  |     |     |     |     |
| --- | ---------------- | --- | - | - | - | - | -- | -- | --- | -------------------------------------- |  | --- | --- | --- | --- |
| 1   | Argélia          | 16  | 6 | 5 | 1 | 0 | 16 | 2  | +14 | Campeonato Africano das Nações de 2025 |  | —   | 2–0 | 5–1 | 5–1 |
| 2   | Guiné Equatorial | 8   | 6 | 2 | 2 | 2 | 5  | 8  | −3  | Campeonato Africano das Nações de 2025 |  | 0–0 | —   | 2–2 | 1–0 |
| 3   | Togo             | 5   | 6 | 1 | 2 | 3 | 7  | 10 | −3  | Eliminado                              |  | 0–1 | 3–0 | —   | 1–1 |
| 4   | Libéria          | 4   | 6 | 1 | 1 | 4 | 4  | 12 | −8  | Eliminado                              |  | 0–3 | 1–2 | 1–0 | —   |

## Partidas
| 5 de setembro de 2024 | Argélia                  | 2 – 0     | Guiné Equatorial | Estádio Olímpico, Orã                            |
| 20:00 (UTC+1)         | Aouar 69' · Gouiri 90+5' | Relatório |                  | Público: 34 850 Árbitro: BEN Louis Houngnandande |

| 6 de setembro de 2024 | Togo       | 1 – 1     | Libéria      | Estádio de Kégué, Lomé           |
| 16:00 (UTC+0)         | Denkey 78' | Relatório | Gibson 90+2' | Árbitro: MWI Godfrey Nkhakananga |

| 9 de setembro de 2024 | Guiné Equatorial      | 2 – 2     | Togo                    | Estádio de Malabo, Malabo              |
| 17:00 (UTC+1)         | Nlavo 17' · Buyla 75' | Relatório | Aholou 45' · Laba 90+5' | Árbitro: BDI Pacifique Ndabihawenimana |

| 10 de setembro de 2024 | Libéria | 0 – 3     | Argélia                                  | Complexo Esportivo Samuel Kanyon Doe, Monróvia |
| 16:00 (UTC+0)          |         | Relatório | Gouiri 17' · Zorgane 25' · Bounedjah 80' | Público: 21 754 Árbitro: KEN Peter Waweru      |

| 10 de outubro de 2024 | Argélia                                                         | 5 – 1     | Togo       | Estádio 19 de Maio de 1956, Annaba         |
| 20:00 (UTC+1)         | Benrahma 29', 55' (pen) · Aouar 68' · Gouiri 86' · Amoura 90+5' | Relatório | Klidjé 11' | Público: 60 000 Árbitro: MLI Boubou Traoré |

| 11 de outubro de 2024 | Guiné Equatorial   | 1 – 0     | Libéria | Estádio de Malabo, Malabo  |
| 14:00 (UTC+1)         | Salvador 34' (pen) | Relatório |         | Árbitro: TAN Ahmed Arajiga |

| 14 de outubro de 2024 | Libéria    | 1 – 2     | Guiné Equatorial             | Complexo Esportivo Samuel Kanyon Doe, Monróvia |
| 16:00 (UTC+0)         | Gibson 53' | Relatório | Nlavo 20' · Dorian Jr. 90+4' | Árbitro: NIG Brahamou Sadou Ali                |

| 14 de outubro de 2024 | Togo | 0 – 1     | Argélia              | Estádio de Kégué, Lomé                 |
| 16:00 (UTC+0)         |      | Relatório | Bensebaini 18' (pen) | Árbitro: COD Jean-Jacques Ndala Ngambo |

| 13 de novembro de 2024 | Libéria           | 1 – 0     | Togo | Complexo Esportivo Samuel Kanyon Doe, Monróvia |
| 16:00 (UTC+0)          | Sangare 83' (pen) | Relatório |      | Público: 8 543 Árbitro: COM Mohamed Athoumani  |

| 14 de novembro de 2024 | Guiné Equatorial | 0 – 0     | Argélia | Estádio de Malabo, Malabo   |
| 14:00 (UTC+1)          |                  | Relatório |         | Árbitro: CIV Kalilou Traoré |

| 17 de novembro de 2024 | Argélia                                                            | 5 – 1     | Libéria | Estádio Hocine Aït Ahmed, Tizi Uzu |
| 17:00 (UTC+1)          | Mandi 20' · Mahrez 29' · Bounedjah 64' · Gouiri 74' · Amoura 90+5' | Relatório | Dweh 6' | Árbitro: GAB Patrice Mebiame       |

| 17 de novembro de 2024 | Togo                        | 3 – 0     | Guiné Equatorial | Estádio de Kégué, Lomé       |
| 16:00 (UTC+0)          | Annor 14', 87' · Denkey 53' | Relatório |                  | Árbitro: ZAM Hillary Hambaba |